# Arctia triangulum
Arctia triangulum là một loài bướm đêm thuộc phân họ Arctiinae, họ Erebidae.